# Dawn Netherwood
Dawn Netherwood (* 22. Februar 1960) ist eine ehemalige britische Judoka, die zwei Medaillen bei Weltmeisterschaften und vier Medaillen bei Europameisterschaften erkämpfte.

## Sportliche Karriere
Dawn Netherwood begann ihre internationale Karriere 1977, als sie in der Gewichtsklasse bis 56 Kilogramm bei den British Open gewann. 1978 erreichte sie in der gleichen Gewichtsklasse das Finale bei den Europameisterschaften 1978 in Köln und erhielt die Silbermedaille hinter der Österreicherin Gerda Winklbauer. 1979 kämpfte Netherwood in der Gewichtsklasse bis 61 Kilogramm. Bei den Europameisterschaften 1979 in Kerkrade verlor sie im Finale gegen die Französin Brigitte Deydier. 
1980 gewann Netherwood bei den britischen Meisterschaften in der Gewichtsklasse bis 66 Kilogramm, in dieser Gewichtsklasse blieb sie bis zum Ende ihrer Karriere. Ende November 1980 fanden in New York City die ersten Weltmeisterschaften für Frauen statt. Im Finale unterlag Netherwood der Österreicherin Edith Simon. 1982 erreichte Netherwood das Finale der Europameisterschaften in Oslo und gewann Silber hinter Edith Simon. Bei den Weltmeisterschaften 1982 in Paris schied Netherwood gegen die Japanerin Hiromi Tateishi aus. 1983 in Genua erreichte Dawn Netherwood zum vierten Mal ein Europameisterschaftsfinale und gewann ihre vierte Silbermedaille, diesmal hinter der Italienerin Laura Di Toma. Bei den Weltmeisterschaften 1984 in Wien unterlag Netherwood im Achtelfinale der Niederländerin Irene de Kok. Mit Siegen in der Hoffnungsrunde über die Norwegerin Heidi Andersen und die Schwedin Elisabeth Karlsson erkämpfte sich Netherwood eine Bronzemedaille. Einen Monat später gewann Netherwood das Turnier von Fukuoka, im Finale bezwang sie Roswitha Hartl aus Österreich.
1985 belegte Dawn Netherwood den fünften Platz bei den Europameisterschaften in Landskrona, 1986 bei den Europameisterschaften in London erreichte sie den fünften Platz nicht nur im Mittelgewicht, sondern auch in der offenen Klasse. Bei den Commonwealth Games 1986 in Edinburgh erreichte sie das Finale und erhielt Silber hinter der Schottin Eileen Boyle. 1989 gewann Dawn Netherwood zum Abschluss ihrer Karriere die Belgian Open.